# 羅俊毅
羅俊毅曾任香港觀塘區議會雙順選區區議員，為民主黨黨員，曾獲頒好市民獎。

## 生平
於2006年被廉政公署控告一項偽造帳目罪名，指他於2001年11月29日為順利社區發展協會舉辦的活動申領發還開支時，涉嫌向觀塘區議會提交了4份虛假報價單，涉及款項60,000多港元。
羅俊毅，以及團體「青年之友」主席鄧志明，因利用虛假報價單，向區議會申領逾十二萬元活動開支，於裁判法院被裁定偽造帳目罪名成立被判監禁。他們不服定罪及判罰，向高院上訴，法官駁回兩人上訴，一直獲准保釋的兩人，需即時收監。
上訴人羅俊毅被裁定一項偽造帳目罪名成立，判囚三個月；鄧志明更背負六項相同控罪，判監九個月。
案情指兩人在〇一年十一月至〇三年一月期間，就多項由「順利社區發展協會」、「平田居民協會」及「青年之友」籌辦的活動，向觀塘區議會提交廿三張偽造的報價單，以申領合共十二萬一千多元的活動開支。
羅被判上訴失敗後，其代表律師即時以法官不應完全排除判社會服務令為由，要求法官批准將案轉交終審法院作上訴減刑，但被法官拒絕。
法官判決時表示，兩名上訴人的律師在陳詞時指，原審時控方未有呈交足夠證據，去推論兩人知道呈交的單據是偽造；此外，被指虛假的單據，亦不屬於會計文件，因此偽造帳目罪並不適用。惟法官不接納上訴人的論點，更指本案有預謀成分，而且破壞市民對議員的信任，加上原審裁判官所判之刑期並無過重，因此對兩人的定罪及減刑上訴均駁回。案件編號：HCMA249/2007]
羅俊毅在2007年區議會選舉中得1,220票，競選連任失敗。由得票2,272的符碧珍當選雙順選區議員。

## 外部連結
- 2007年區議會選舉結果
- 廉署起訴區議員羅俊毅 （页面存档备份，存于）
- 區議員呃開支上訴駁回 （页面存档备份，存于）
- 涉案羅俊毅獲頒好市民獎 （页面存档备份，存于）